# 猿人星球：为地球而战
《猿人星球：为地球而战》是英国的一部紀錄片，由英國廣播公司電視（BBC）制作，2011年在BBC一台首播，共2集，介绍了智人、直立人、尼安德特人的发展史。